# ザプレシチ
ザプレシチ（クロアチア語: Zaprešić）はクロアチア、ザグレブ郡にある都市である。人口は市部で25,875人おり周辺の7つの自治体を含めた都市圏人口は51,000人である。ザプレシチはクロアチアでは3番目に人口密度が高い自治体で、首都ザグレブの北西部にありスロベニアとの国境の近くに位置する。サヴァ川北側の平原の中心に位置し、メドヴェディナ山(Medvednica)の東側とマリヤ・ゴリツァ丘陵(Marija Gorica)の西側の境となっている。最初にザプレシチに居住地が作られたのは新石器時代のことで、ローマ時代にはいくつかのローマ街道がこの地域にも築かれている。最初に現代のザプレシチの町が言及されたのは1334年からである。市制が施行されたのは1995年からである。ザプレシチの市政は市長を始め、7人のメンバーにより運営され市議会は19人の議員により運営されている。現在の市議会の最多勢力はクロアチア民主同盟(HDZ)であり市長はŽeljko Turkである。ザプレシチは独自の消防局を有しているが、警察はザグレブ市の管轄下に入っている。また、水道の水は高品質である。幹線道路や鉄道等が通っていることから交通インフラに恵まれ第三次産業などサービス業の発達により人口は増加している。

## 歴史
ザプレシチに最初に居住地が形成されたのは新石器時代のことで、証拠はブルドヴェツ(Brdovec)で発見された石斧やマリヤ・ゴリツァで発見された銅器時代の斧に見られる。ハルシュタット文化の跡もスヴェティ・クリジュ(Sveti Križ)に見られる。ローマ期の跡もこの地域には見られ、シスツィア-ネヴィオドゥム-エモナ街道(Siscia–Neviodunum–Emona)がサヴァ川に続き、左岸のザプレシチの現代の市街地の近くを経由していた。
ローマ期以後の最初の1,000年間、記録が途絶えていたが11世紀後半に再びザプレシチは知られるようになる。1094年ザグレブ教区が形成され、ハンガリー王ラースロー1世の顧問の一人であったアチャ(Ača)はメドヴェニィツァ山の東西に土地が与えられ、新たに形成された教区を守った。ザプレシチはスセドグラード・ストゥビツァ荘園(Susedgrad–Stubica)の一部となった。当時のハンガリー王国下のザグレブ郡の中では2番目に大きな封建領地であった。1334年、教区教会である聖ペーター教会が設立されると居住地しての今日まで続く現代のザプレシチの町の歴史が始まっている。町は交易や交通の重要な場所として急速に開発が進んでいった。後年、クロアチア初の鉄道が敷かれた時もここザプレシチを通っていることは交通ルートでザプレシチが重要であることを表している。15世紀から16世紀、クロアチア中央部のリカ地方から多くの難民がオスマン帝国の支配から逃れて来ている。難民らはブルドヴェツ・フランシスコ会士と呼ばれておりスセドグラードの領主によってマリヤ・ゴリツァに修道院が建てられた。難民らによりリカ地方のイェ方言がもたらされ、長い間にわたってザプレシチの小規模な共同体では保たれていた。ザプレシチは歴史的に、エィ方言やカイ方言の地域である。1573年、19世紀のクロアチアの歴史家イヴァン=ククリェヴィッチ=サクシンスキ(Ivan Kukuljević Sakcinski)によれば小作農のマティヤ・グベツ(Matija Gubec)によって引き起こされた小作農の反乱が起こっている。反乱の2年後、スセドグラード・ストゥビツァ荘園の大部分は身分の低い貴族たちの領地に分散され始めた。第一次世界大戦後、ndustrija mesnih proizvodaによってクロアチアではもっとも古い畜産業が成立している。基礎自治体（オプシュティナ）としてのザプレシチは1952年に成立している。ザプレシチは後のザグレブ市となるザグレブコタールの一部の自治体として運営されていた。1995年11月30日に市制(Grad,グラード)が施行された。

## 地勢
ザプレシチはクロアチアの首都であるザグレブの都市圏に含まれている。ザグレブからは北西に18km離れた場所にありサヴァ川とクラパニア川の合流地点に近い。西側は小規模な川であるルジュニツァ川(Lužnica)が市の範囲となっている。ザプレシチ都市圏はブルドヴェツ(Brdovec)、ビストラ(Bistra)、ドゥブラヴィツァ(Dubravica)、ヤコヴリェ(Jakovlje)、ルカ(Luka)、マリヤ・ゴリツァ( Marija Gorica)、プシュツァ(Pušća)の7つの周辺の自治体により構成されている。ザプレシチ都市圏はザグレブ郡の北西部を形成し、南側はサヴァ川が境界となっており東側はザグレブとメドヴェニツァ山が、西側はストラ川とスロベニアの国境と境を接する。

## 人口
ザプレシチ市街の人口密度は925人/㎢で、ザグレブ郡の自治体の中では一番人口密度が高い。ザグレブの警察当局の2006年の概算によればザプレシチ地区には20,733人が居住しているとされ、町全体の人口は26,741人とされている。2001年現在の都市圏の人口は51,040人であった。また、2001年の国勢調査によれば91%の住民はクロアチア人とされ、98.2%はクロアチア語を母語としており、性比は100：91.69であり、平均年齢は36.8歳とザグレブ郡では若者が多い町の一つである。
| 地区/年             | 1948  | 1953  | 1961  | 1971  | 1981   | 1991   | 2001   | 2011   |
| ------------------- | ----- | ----- | ----- | ----- | ------ | ------ | ------ | ------ |
| Hruševec Kupljenski | 627   | 609   | 608   | 488   | 552    | 450    | 453    | 430    |
| Ivanec Bistranski   | 590   | 597   | 584   | 593   | 716    | 823    | 932    | 955    |
| Jablanovec          | 865   | 851   | 861   | 843   | 868    | 1,042  | 1,342  | 1.431  |
| Kupljenovo          | 559   | 628   | 644   | 618   | 682    | 722    | 705    | 729    |
| Lužnica             | 96    | 67    | 91    | 89    | 65     | 64     | 62     | 40     |
| Merenje             | 252   | 235   | 227   | 175   | 113    | 186    | 158    | 129    |
| Pojatno             | 689   | 719   | 818   | 837   | 958    | 1,013  | 1,157  | 1.215  |
| Šibice              | 312   | 297   | 340   | 466   | 385    | 742    | 777    | 761    |
| Zaprešić            | 2,294 | 2,537 | 3,311 | 4,992 | 8,201  | 15,678 | 17,538 | 20.057 |
| 合計                | 6,284 | 6,540 | 7,484 | 9,101 | 12,540 | 20,720 | 23,125 | 25.875 |

## 経済
恵まれた地理的な条件や経済発展から高い人口増加率となっている。ザグレブや他のクロアチアの都市の多くが金融危機に見舞われている中、ザプレシチは債務が無く年間の予算も20〜30%増加している。産業面では第三次産業がほとんどを占め、観光業や土産物に関連したもの、金融業などがある。第二次産業では現在、セラミック工業や金属関連工業、化学工業がある。第一次産業の農業では縮小が続いている。現在、3,040haの耕作適地があるが経済の変化により都市計画の進展によるザグレブ郊外の急速な拡張によって2015年には930haに減少するとされる。将来的にザプレシチの経済は中小規模のビジネスや観光業、食品関連の産業が拡大すると見られている。ザプレシチの所得税は12% で、2008年の予算は1億9,800万クーナであった。230万人のザグレブ都市圏を商圏とするA2ハイウェー近くにあるショッピングシティザグレブ（通称、ウェストゲートショッピングセンター）は多くの雇用機会をもたらした。10万㎡広さを有し、2007年に着工され2009年10月に開業している。

## 交通
ザプレシチはザグレブ郡およびザグレブの交通の要衝で、「ザグレブ郡の北西部の玄関口」として知られている。ザグレブバイパスとA2ハイウェー（ザグレブ-マツェリ、オーストリア方面、欧州自動車道路59号線、汎欧州交通回廊Xa）が東側を通っておりクローバー型インターチェンジがある。国道255号線(D255)はザプレシチの重要な幹線道路で、この道路は西側はブルドヴェツ、マリヤ・ゴリツァ、スロベニア、東側はザグレブ、ヤブラノヴェツ、ストゥビツァへ向かうパヴァオ・ロンチャー/マーシャル・チトー通りとなっている。交通量の増加によってバイパスの建設も計画されている。
公共交通機関では鉄道やバスにより他の地域と結ばれている。鉄道の要衝でそれぞれ西のスロベニア方面や北側のザボク、クムロヴェツ、東側のザグレブ中央駅と結ばれている。クロアチア鉄道による国内列車だけでなくザグレブ都市圏の近郊電車も運行されている。市内の路線バスはザグレブ電気トラム社(Zagrebački električni tramvaj,ZET)とMeštrović prijevozにより運行されている。ZETによる路線バスは172番のバスによってチェルノメツ(Črnomerec)からザグレブまで8〜15分間隔で日中、夜間は異なった間隔で走っている。176番と177番のバスはザプレシチの郊外であるビストラとを結んでいる。Meštrović prijevozはザプレシチ都市圏内のバスで周辺の自治体とを結んでいる。ザプレシチはサヴァ川に沿っているがサモボルとを結ぶ橋はなく、迂回していかなければ行けない。